# Teneur en eau (milieux poreux)
Pour les articles homonymes, voir Teneur en eau.

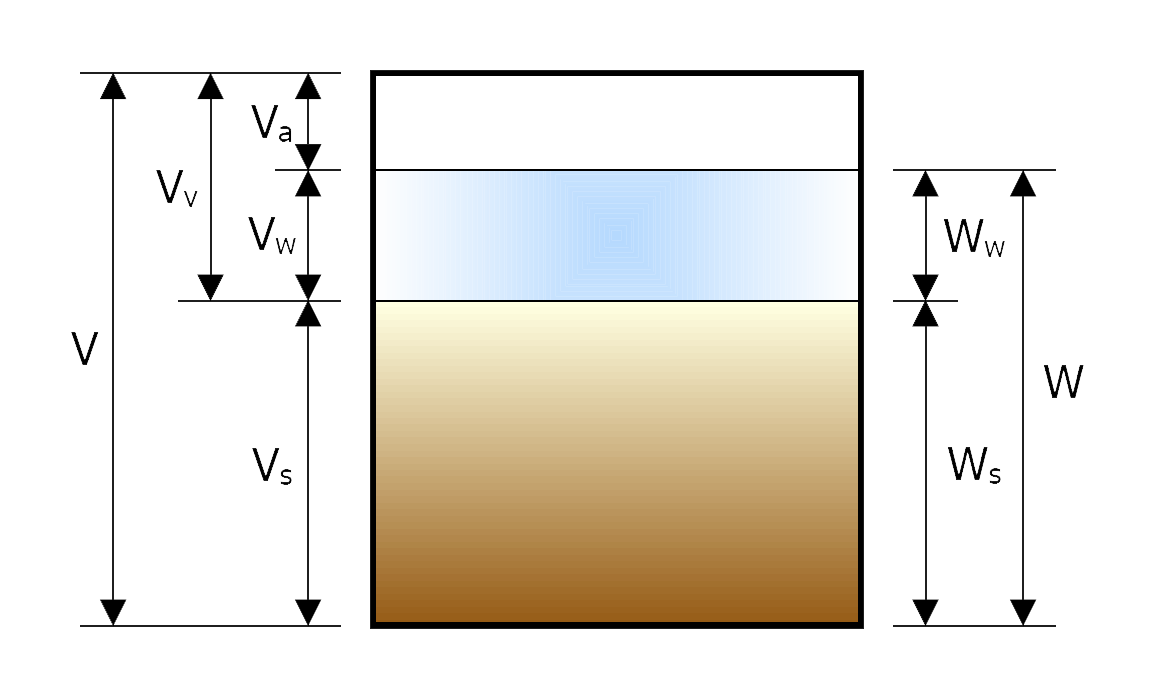
Représentation schématique des trois phases composant un sol et notations : à gauche, les volumes d'air, d'eau et des grains du sol ; à droite, les poids (W pour l'anglais weight) d'eau et des grains.

En physique des milieux poreux, on désigne par teneur en eau la quantité d'eau liquide contenue dans un échantillon de matière, par exemple un échantillon de sol, de roche, de céramique ou de bois, la quantité étant évaluée par un rapport pondéral ou volumétrique. Cette propriété intervient dans un large éventail de disciplines scientifiques et techniques, et s'exprime comme un rapport ou quotient, dont la valeur peut varier entre 0 (échantillon complètement sec) et (pour la teneur « volumétrique ») la « porosité à saturation » du matériau.

## Notions fondamentales

### Définition
- La teneur en eau pondérale, {\displaystyle w}, est classiquement utilisée en mécanique des sols [1] :
{\displaystyle w={\frac {W_{w}}{W_{s}}}}
où {\displaystyle W_{w}} est le poids d'eau et {\displaystyle W_{s}} est le poids des grains, ou fraction solide.
- La teneur en eau volumétrique, {\displaystyle \theta }, est classiquement utilisée en physique des milieux poreux[2] :
{\displaystyle \theta ={\frac {V_{w}}{V}}}
où {\displaystyle V_{w}} est le volume d'eau et {\displaystyle V} est le volume total. Le volume totale est égale à : {\displaystyle V=V_{s}+V_{v}=V_{s}+V_{w}+V_{a}} avec :  {\displaystyle V_{s}} le volume du solide; {\displaystyle V_{v}} le volume des vides; {\displaystyle V_{w}} volume d'eau; et {\displaystyle V_{a}} volume d'air .

Pour passer de la définition pondérale (celle des ingénieurs) à la définition volumétrique utilisée par les physiciens, il faut multiplier la teneur en eau pondérale par la densité du matériau sec. Dans un cas comme dans l'autre la teneur en eau est sans dimension.

### Plage de variation de la teneur en eau
En mécanique des sols et en génie pétrolier, on définit également :
- la porosité {\displaystyle n=V_{v}/V}, où {\displaystyle V_{v}} désigne le volume des « vides » ou volume des pores ;
- le degré de saturation, {\displaystyle S_{r}}, comme :

{\displaystyle S_{r}={\frac {V_{w}}{V_{v}}}={\frac {V_{w}}{nV}}={\frac {\theta }{n}}.}
Le degré de saturation Sr peut prendre toute valeur entre 0 (matériau sec) et 1 (matériau saturé). En réalité, Sr n'atteint jamais ces deux valeurs extrêmes (les céramiques portées à des centaines de degrés contiennent toujours quelques ‰ d'eau), qui sont des idéalisations physiques.
La teneur en eau w varie, elle, entre 0 et {\displaystyle n\times \gamma _{w}/\gamma _{s}}, où {\displaystyle \gamma _{w}}, et {\displaystyle \gamma _{s}} désignent respectivement le poids volumique de l'eau (soit 10 000 N/m3 à 4 °C) et le poids volumique du sol sec (un ordre de grandeur est 27 000 N/m3).

## Mesure de la teneur en eau

### Méthodes directes
La teneur en eau peut être mesurée directement en pesant d'abord l’échantillon de matériau, ce qui détermine sa masse humide {\displaystyle m_{\text{h}}}, puis en le pesant après l'avoir passé dans une étuve pour faire s'évaporer l'eau : on mesure ainsi sa masse sèche {\displaystyle m_{\text{s}}}, nécessairement inférieur à la précédente.
On obtient alors la valeur de la teneur en eau selon la relation :
{\displaystyle w={\frac {m_{h}-m_{s}}{m_{s}}}}
Pour les bois, on convient de rapporter la teneur en eau à la capacité de séchage de l'étuve (c'est-à-dire en maintenant l'étuve à 105 °C pendant 24 heures). La teneur en eau joue un rôle essentiel dans le domaine du séchage des bois.

### Méthodes de laboratoire
On peut également atteindre la valeur de la teneur en eau par des méthodes de titrage chimique (par exemple le titrage Karl Fischer),  en déterminant la perte de masse à l'étuvage (par usage aussi d'un gaz inerte), ou par lyophilisation. L'industrie agro-alimentaire fait grand usage d'une méthode dite « de Dean-Stark ».
Le mémento édité chaque année par l’American Society for Testing and Materials Standards propose d'estimer la teneur en eau évaporable dans le composite avec la formule suivante : 
{\displaystyle p={\frac {W-D}{W}}}
où {\displaystyle W} est le poids initial de l'échantillon humide, et {\displaystyle D} le poids de l'échantillon desséché.

### Méthodes géophysiques
Il existe plusieurs méthodes géophysiques permettant d'estimer la teneur en eau d'un sol in situ. Ces méthodes plus ou moins intrusives mesurent des propriétés géophysiques du milieu poreux (permittivité, resistivité, etc.) pour inférer la teneur en eau. Elles nécessitent donc souvent l'emploi de courbes de calibration. On peut citer : 
- la sonde TDR basée sur le principe de la réflectométrie temporelle
- la sonde à neutrons ;
- les capteur de fréquence ;
- les sondes capacitives ;
- la tomographie par mesure de résistivité ;
- la résonance magnétique nucléaire (RMN) ;
- la tomographie neutronique ;
- diverses méthodes fondées sur la mesure de propriétés physiques de l’eau[3].

Dans la recherche agronomique, on utilise fréquemment des capteurs géophysiques pour contrôler en continu l'humidité d'un sol.

### Mesure à distance par satellite
Les forts contrastes de conductivité électriques entre sols humides et sols secs permettent d'obtenir une estimation de l'état d'imbibition des sols par émission de micro-ondes depuis des satellites. Les données tirées des satellites émetteurs de micro-ondes tels WindSat, AMSR-E, RADARSAT, ERS-1-2 sont exploitées pour estimer la teneur en eau de surface à grande échelle.

## Classification et emploi

### Physique des sols
En pédologie, en hydrologie et en agronomie, le concept de teneur en eau joue un rôle important pour la réalimentation des nappes, l’agriculture, et l’agrochimie. Plusieurs recherches récentes sont consacrées à la prédiction des variations spatio-temporelles de teneur en eau. L’observation révèle que dans les régions semi-arides, le gradient de teneur en eau croît avec l'humidité moyenne, que dans les régions humides, il décroît ; et qu'il atteint un pic dans les régions tempérées aux conditions d'humidité normales.
Dans les mesures physiques, on s'intéresse généralement aux quatre valeurs caractéristiques de teneur en eau suivantes (teneur volumétriques) :
| Nom                      | Notation    | pression de succion (J/kg or kPa) | teneur en eau caractéristique (vol/vol) | Description                                                     |
| ------------------------ | ----------- | --------------------------------- | --------------------------------------- | --------------------------------------------------------------- |
| Teneur en eau max.       | θs          | 0                                 | 0,2–0,5                                 | saturation, égale à la porosité effective                       |
| Capacité au champ        | θfc         | −33                               | 0,1–0,35                                | teneur en eau atteinte après 2–3 jours de pluie ou d’irrigation |
| stress hydrique          | θpwp ou θwp | −1500                             | 0,01–0,25                               | teneur en eau minimum supportable                               |
| teneur en eau résiduelle | θr          | −∞                                | 0,001–0,1                               | Eau adsorbée résiduelle                                         |

Et finalement, la teneur en eau utile, θa, équivalente à :
θa ≡ θfc − θpwp
peut varier de 0,1 pour un sable à 0,3 dans la tourbe.

#### Agriculture
Lorsqu'un sol se dessèche, la transpiration des plantes augmente brusquement parce que les particules d'eau sont plus fortement adsorbées par les grains solides du sol. Sous le seuil de stress hydrique, au point de flétrissement permanent les plantes ne sont plus capables d'extraire l'eau du sol : elles cessent de transpirer et se fanent. On dit que la réserve utile en eau du sol a été entièrement consommée. On qualifie de sécheresse ces conditions dans lesquelles un sol ne permet plus la croissance des végétaux, et ce point est très important dans la gestion de l'irrigation. Ces conditions sont fréquentes dans les déserts et les régions semi-arides.
Certains professionnels de l’agriculture commencent à recourir à la métrologie des teneurs en eau pour planifier l'irrigation. Les Anglo-Saxons appellent cette méthode « Smart Irrigation ».

#### Nappes souterraines
Dans la nappe aquifère, tous les pores sont saturés d'eau (teneur en eau volumétrique = porosité). Au-dessus de la frange capillaire, les pores contiennent de l'air.
La plupart des sols ne sont pas saturés (leur teneur en eau est inférieure à leur porosité) : on définit dans ce cas la frange capillaire de la nappe phréatique comme la surface séparant les zones saturée et non saturée. La teneur en eau dans la frange capillaire diminue à mesure que l'on s'éloigne de la surface de la nappe.
L'une des principales difficultés qu'oppose l'étude de la zone non saturée est la dépendance de la perméabilité apparente avec la teneur en eau. Lorsqu'un matériau devient sec (c'est-à-dire lorsque la teneur en eau globale passe sous un certain seuil), les pores asséchés se contractent et la perméabilité n'est plus ni constante, ni même proportionnelle à la teneur en eau (effet non linéaire).
On appelle courbe de rétention d'eau la relation entre la teneur en eau volumétrique {\displaystyle \theta } et le potentiel hydrique du matériau. Cette courbe caractérise différents types de milieux poreux. Dans l'étude des phénomènes d'hystérésis qui accompagnent les cycles séchage-recharge, on est amené à distinguer les courbes de séchage et de sorption.